# Coya (Vigo)
San Martín de Coya-Las Traviesas es un barrio y antigua parroquia del municipio gallego de Vigo. Limita con Alcabre, Bouzas, Castrelos, Comesaña, Freijeiro, Matamá y Vigo Centro, pertenece al arciprestado de Vigo-Polígono.
Tiene dos entidades de población (Coya y Las Traviesas), 4 lugares y más de 30 000 habitantes (2019). Los lugares, que generalmente forman parte de algunas de las entidades, son: Adro, Carballa, Castro Castriño, Chouzo, Espedrigada, Esturáns, Figueirido, Lavadouro y Quintela.

## Historia
En la década de 1930 el barrio disponía de dos escuelas unitarias de niños y niñas, existiendo además otra municipal, instalada en un edificio donado por Tómas A. Alonso. En esta época, Coya contaba ya con iluminación eléctrica, fábricas de salazón, aserraderos de madera, y una fábrica de hojalata y estampado denominada "La Artística", así como varios molinos harineros, también había teléfonos, comercios de distintas clases, tabernas, posadas, cafés y un cine. Posteriormente, en 1941, se levantó en la plaza de Traviesas (actual Plaza de América) el Instituto Santa Irene, gracias a la donación de Policarpo Sanz cuando falleció su esposa Irene de Ceballos.
En 1963 el Ministerio de Vivienda aprobó el "Plan Parcial de Coya", que supuso la transformación de suelo rústico en edificable. Los primeros edificios fueron construidos por la "Promotora Benéfico Popular" de la entonces Caja de Ahorros Municipal de Vigo (hoy integrada en Abanca), estas viviendas se fueron adjudicando por fases y se sorteaban entre las solicitudes presentadas por vecinos de la ciudad que eran titulares de cartillas de ahorro de la caja viguesa.

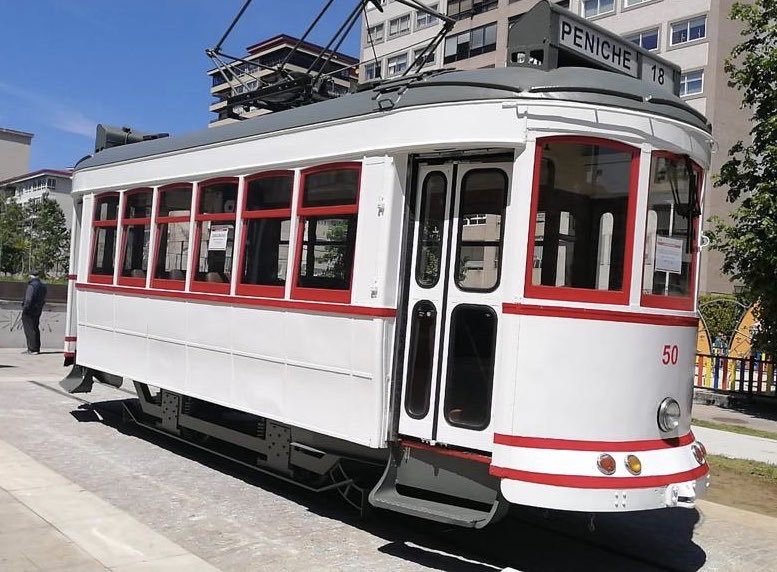
Tranvía restaurado en la avenida de Castelao.

Las siguientes urbanizaciones también fueron creadas por cooperativas de vivienda, esta vez promovidas por empresas como Citroën Hispania o Factorías Vulcano. Al margen de las citadas cooperativas, gran parte del barrio fue urbanizado como Vivienda de Protección Oficial. Durante un periodo de 20 años, y en parte gracias a estas actuaciones urbanísticas, la zona experimento un enorme crecimiento poblacional convirtiéndose en el barrio más poblado de Vigo.
Cuando el Ayuntamiento de Vigo comenzó a plantearse la comunicación del casco urbano con la playa de Samil, se pensó inmediatamente en trazar una gran avenida que enlazase la Plaza América con Samil a través de Coya y que actualmente es la Avenida de Castelao. En su informe, los técnicos municipales de la época auguraban que una vez que esta avenida fuese una realidad, Samil sería visitado por miles de personas, "a través de esa ruta ingente y soleada, atlántica que hace más nuestros y más próximos los grandes horizontes atlánticos". Con esta nueva avenida se cumplieron dos funciones, por una parte abrir la ciudad a los grandes arenales de Vigo, pues la ciudad carecía de una playa urbana, y por otra, ensanchar la ciudad hacia la zona que mejores condiciones ofrecía para ello, Coya y Alcabre. Es pues, un vial con sesenta metros de ancho desde la plaza América hasta la glorieta de Alcabre, que divide Coya en dos polígonos bien diferenciados.
En un primer momento el barrio fue muy criticado por los desmanes urbanísticos y por el alto nivel de criminalidad y drogadicción. Con el paso del tiempo el barrio pasó de ser el más marginal de Vigo, a ser actualmente un barrio admirado por su calidad de vida gracias a sus abundantes zonas verdes y a la tranquilidad de la zona.
Al tratarse de una zona en donde se produjo una intervención urbanística muy fuerte, son muy pocos los elementos etnográficos que se conservan en todo el ámbito.

## Descripción
En la actualidad es un tranquilo barrio residencial con numerosas zonas verdes. Es uno de los barrios más poblados de la ciudad, estructurado en torno a la avenida de Castelao, que va desde la plaza de América hasta la Avenida de Europa (camino para ir a Samil).
En el barrio existen varios colectivos ciudadanos: la asociación de vecinos "Camino Viejo" (organizadora de la famosa marcha ciclista de Coya, creada por la fundadora de la asociación juvenil de esta AAVV: Nelly Pérez Giráldez) y "Cristo de la Victoria" (organizadora del medio-maratón de Coya), el comité de solidaridad Óscar Romero, la asociación juvenil Luar, el Club Vigo Voleibol (con sede en el pabellón municipal de Coya) y el C.D. Coya.
El calendario estival acoge en julio las fiestas de la Consolación con sus consiguientes fuegos artificiales.

## Urbanismo

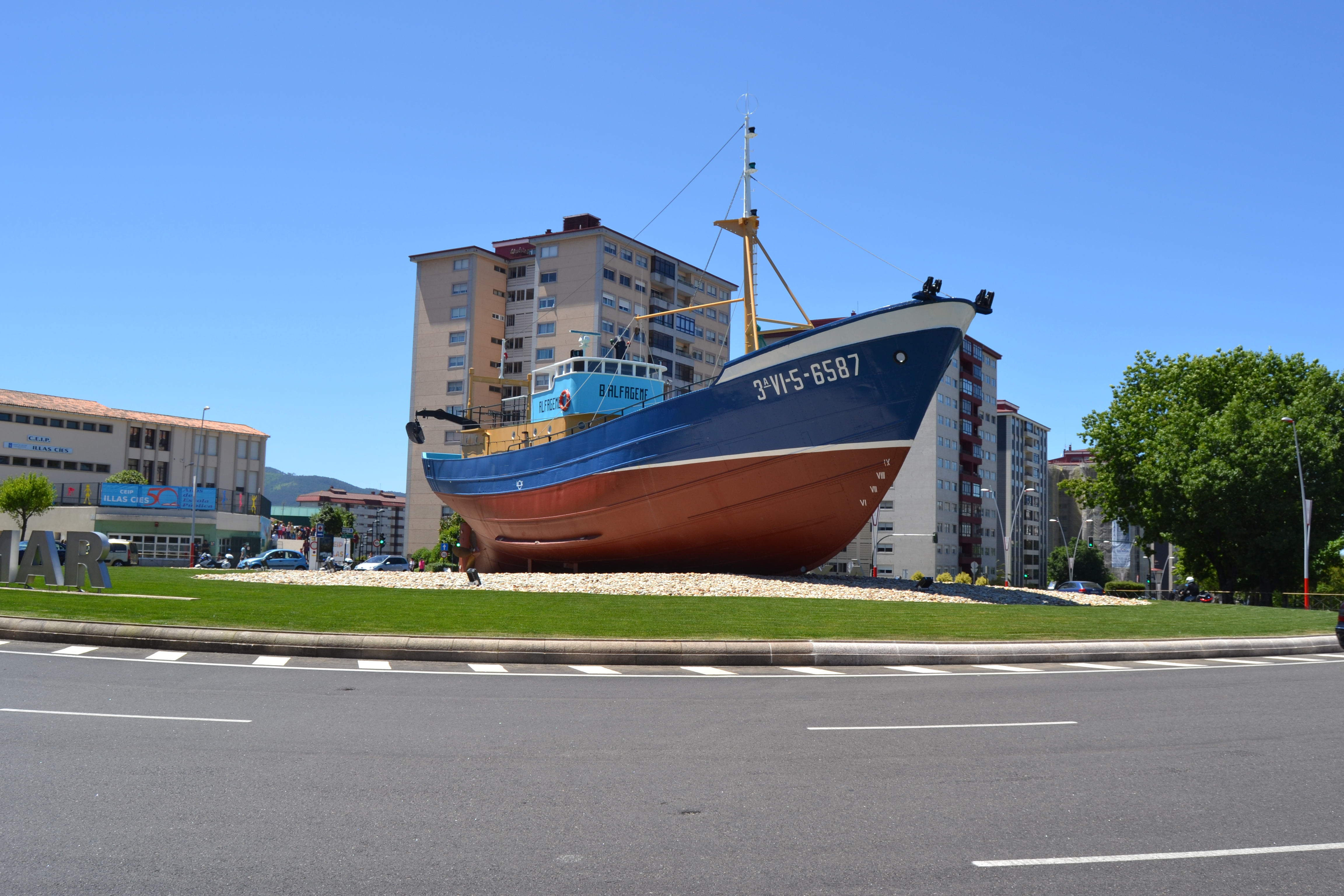
Bernardo Alfageme.

Entre las calles más importantes del barrio nos encontramos con la Avenida Castelao, que parte de la plaza de América rumbo a la playa de Samil, la calle Tomás A. Alonso, que parte de la Plaza de Eugenio Fadrique, más conocida como "Plaza de la Industria", rumbo a Bouzas y Alcabre, y que vertebra la parte más marítima del barrio, y la Avenida de Beiramar, que parte de la plaza de la Industria Conservera y llega hasta Bouzas, donde conecta con el primer cinturón de circunvalación a través de la calle Eduardo Cabello.
Existen otra serie de viales importantes, pero que adquieren un cariz más interno, como la calle Martín Echegaray, la calle Baiona, la calle Tui, la calle La Estrada, la calle Lalín, la calle Villagarcía de Arousa, la calle Marín, la calle Porriño, la calle Padre Seixas o la calle Núñez de Balboa.
La plaza de Bernando Alfageme, en donde confluyen las avenidas de Castelao, y las calles Grove y Martín Echegaray es el centro neurálgico del barrio, también es el lugar en donde se concentran el mayor número de comercios, el hipermercado Alcampo, el centro de salud de Coya o el colegio Islas Cíes.

## Zonas verdes

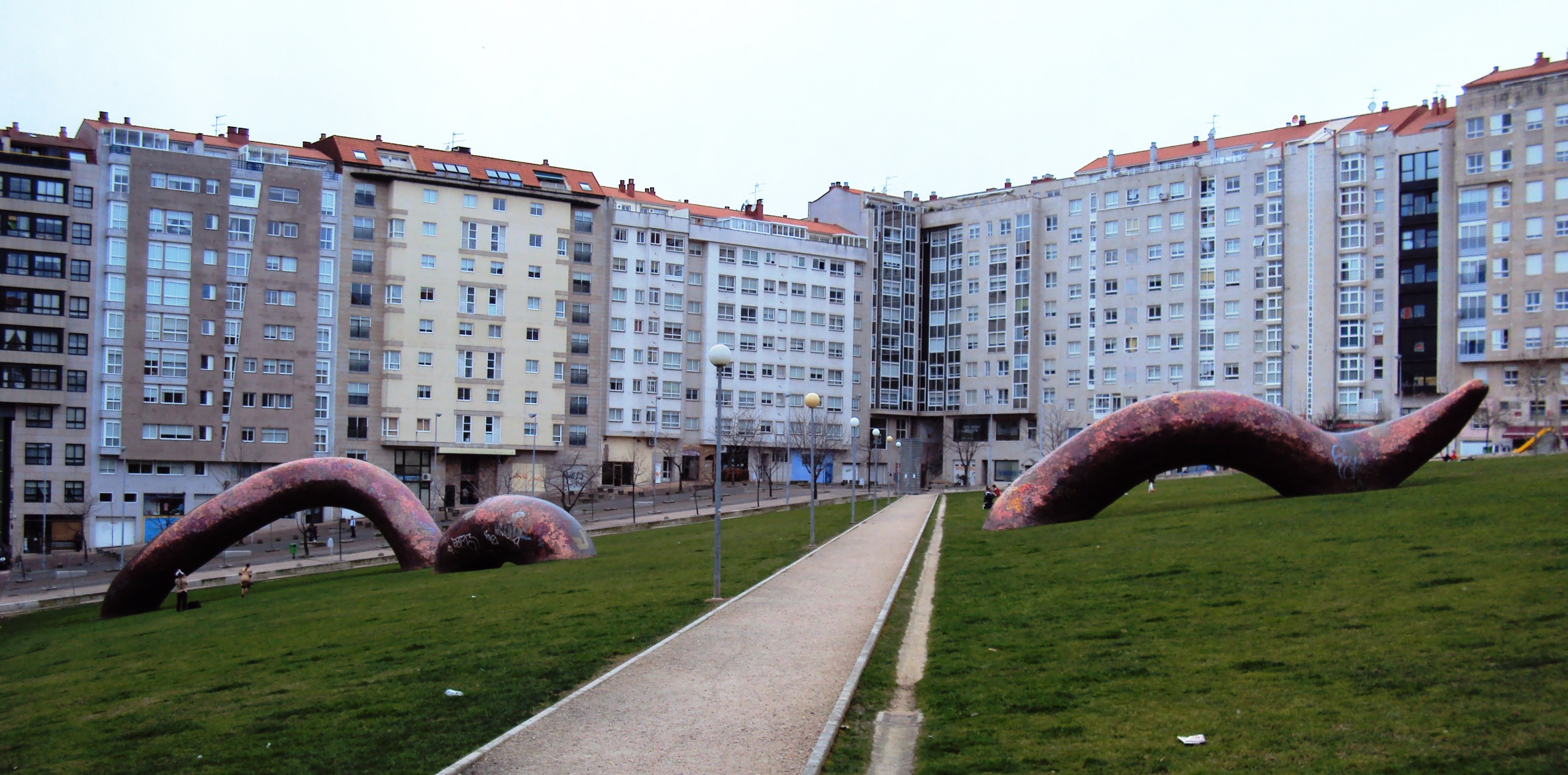
Plaza de la Miñoca.

Coya dispone de varias zonas verdes, siendo la más extensa todo el parque lineal de la avenida de Castelao, desde la plaza América hasta el cruce de la avenida Castelao con las calles Tomás Paredes y Porriño, en el lugar conocido como "Los Volcanes"; y el parque de A Bouza, en la zona más sureña del barrio.
Otras zonas verdes de esparcimiento de menor tamaño son la plaza de la Miñoca, plaza de la Tellada, plaza del Cristo de la Victoria, alameda de la calle Bueu o la plaza de la Consolación.

## Instalaciones

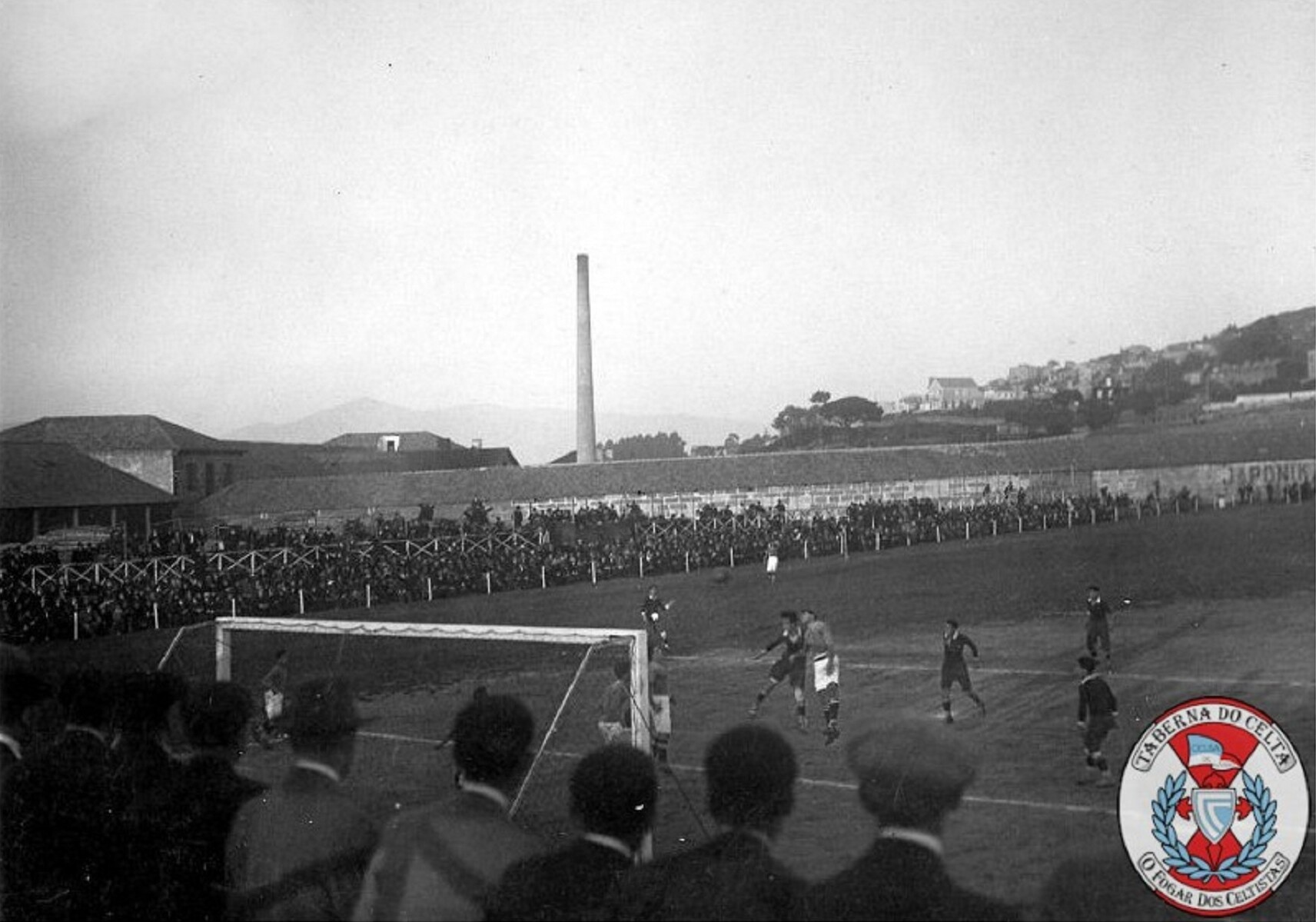
Campo de Coya, ya desaparecido.

En el barrio se encuentra el pabellón municipal de Coya, lugar en que juega sus partidos el Club Vigo Voleibol, equipo profesional de voleibol. También se encuentra el Complejo Deportivo de As Travesas, donde se celebran partidos de fútbol sala, voleibol, hockey sobre patines, baloncesto, etcétera, así como mítines y otros actos políticos y numerosos conciertos de música.
El campo de fútbol de la Bouza es el feudo del C. D. Coya y del Club Victoria, en este último militaron en su infancia los futbolistas Iago Falqué y Míchel Salgado. Otro club de relevancia es el Seis do Nadal de balonmano.
El antiguo campo de fútbol de Coya acogió los partidos del Real Club Celta de Vigo hasta la construcción del Estadio de Balaídos. Además, albergó la final de la Copa del Rey de fútbol de 1922 entre el F. C. Barcelona y el Real Unión de Irún.
En los años 60 y 70 existió un circuito de velocidad en el polígono industrial, que se utilizó en algunas ediciones del Rally Rías Baixas.